# Paysage forestier intact
Pour les articles homonymes, voir IFL.

Carte des paysages forestiers intacts (PFI) (en vert) et des zones forestières dégradées (en jaune).
Le recul des PFI est plus ancien et plus important en zone tempérée mais la déforestation, l'artificialisation et le morcellement des forêts se sont intensifiés depuis quelques décennies en forêt tropicale (bassin du Congo, et Asie du Sud-Est en particulier).
Cette carte permet de savoir si une activité se situe dans ou hors d'un PFI, avec une marge d'erreur de moins de 1 km.
Les cartes de PFI sont utilisées en régions boréales comme condition de certification de la durabilité pour l'écocertification Forest Stewardship Council (FSC). Toutes les cartes de paysage forestier intact (PFI), mises à jour et le suivi de l’évolution des PFI sont disponibles en ligne (avec données de base téléchargeables, y compris dans des formats adaptés à un usage par les « sigistes » professionnels et pour les navigateurs SIG freeware sous différents formats).

Un paysage forestier intact ou PFI  (plus souvent désigné par Intact Forest Landscape ou IFL dans la littérature) désigne — dans une zone forestière existante — un paysage « naturel » considéré comme à la fois non artificiellement morcelé et non dégradé. La dégradation peut porter tant sur la continuité écologique que sur les composantes écosystémiques générales, que plus spécifiquement floristiques, faunistiques et d'habitats . Ce territoire qui inclut des forêts primaires, des zones humides et des prairies doit aussi être assez vaste pour que toute la biodiversité autochtone puisse durablement s'y maintenir, en particulier pour les populations d'espèces à large répartition ou nécessitant un grand territoire de vie.
Dans ce contexte, on définit comme intact tout milieu naturel exempt de traces d'activité humaine significative, et de tout signe de fragmentation anthropique de l'habitat. Ce paysage doit aussi avoir une taille suffisante pour contenir et naturellement entretenir la  biodiversité autochtone, des « populations viables » d'une large gamme de biotes et taxons et, des effets écologiques de la biodiversité correspondant à l'écopotentialité forestière de la région considérée.
Selon la carte mondiale des paysages forestiers intacts mise à jour au tout début du XXIe siècle, environ 23 % (13,1 millions de km2) de forêts intactes subsistaient à la fin du XXe siècle. Ces forêts étaient presque toutes situées dans deux biomes (à 45 % en zone tropicale et 44 % en zone boréale), avec une très faible part de forêts feuillues tempérées et mixtes. 
66 des 149 pays forestiers avaient perdu leurs paysages forestiers intacts. Au début du XXe siècle, dans le monde, seuls 10 % des PFI sont strictement protégés et, surtout concentrés dans quelques pays (voir détails plus bas).

## Enjeux

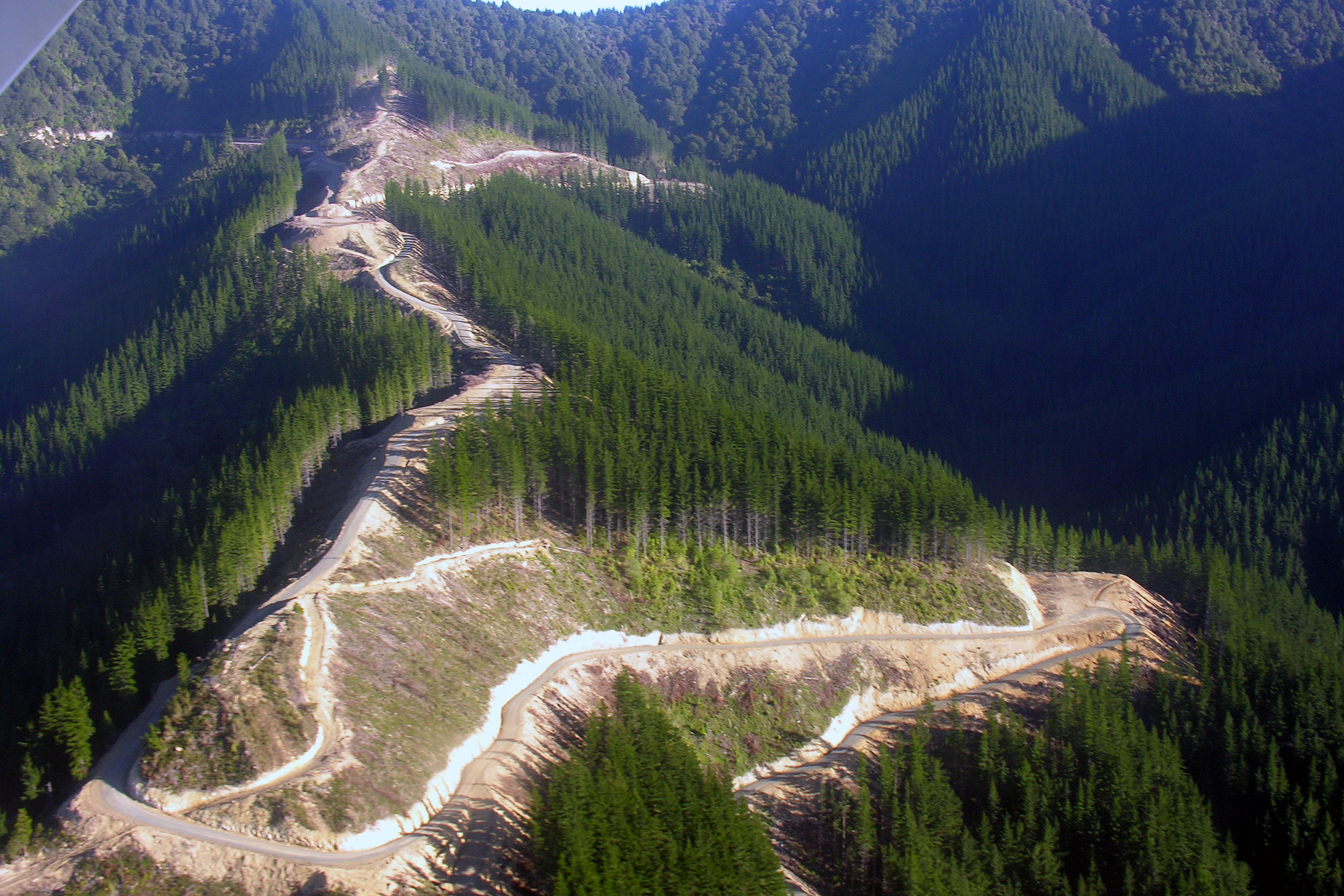
Les routes forestières et pistes de débardage (logging tracks), comptent parmi les principaux facteurs d'artificialisation, de morcellement forestier et de pénétrabilité accrue des cœurs de forêts. Les infrastructures sont physiquement plus artificialisantes, coûteuses (construction, entretien) et consommatrice d'espace dans les zones de relief contrasté

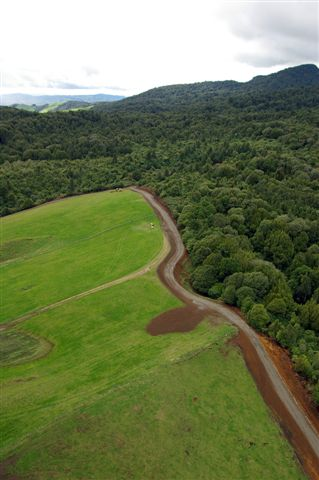
Enceinte protégeant le massif néo-zélandais de Maungatautari des espèces non indigènes (Maungatautari Ecological Island Trust). Pour calculer la surface de paysage forestier intact et afin de tenir compte des effets de lisière, le cartographe ôte une bande d'un kilomètre de forêt en bordure de zones déforestées ou artificialisées

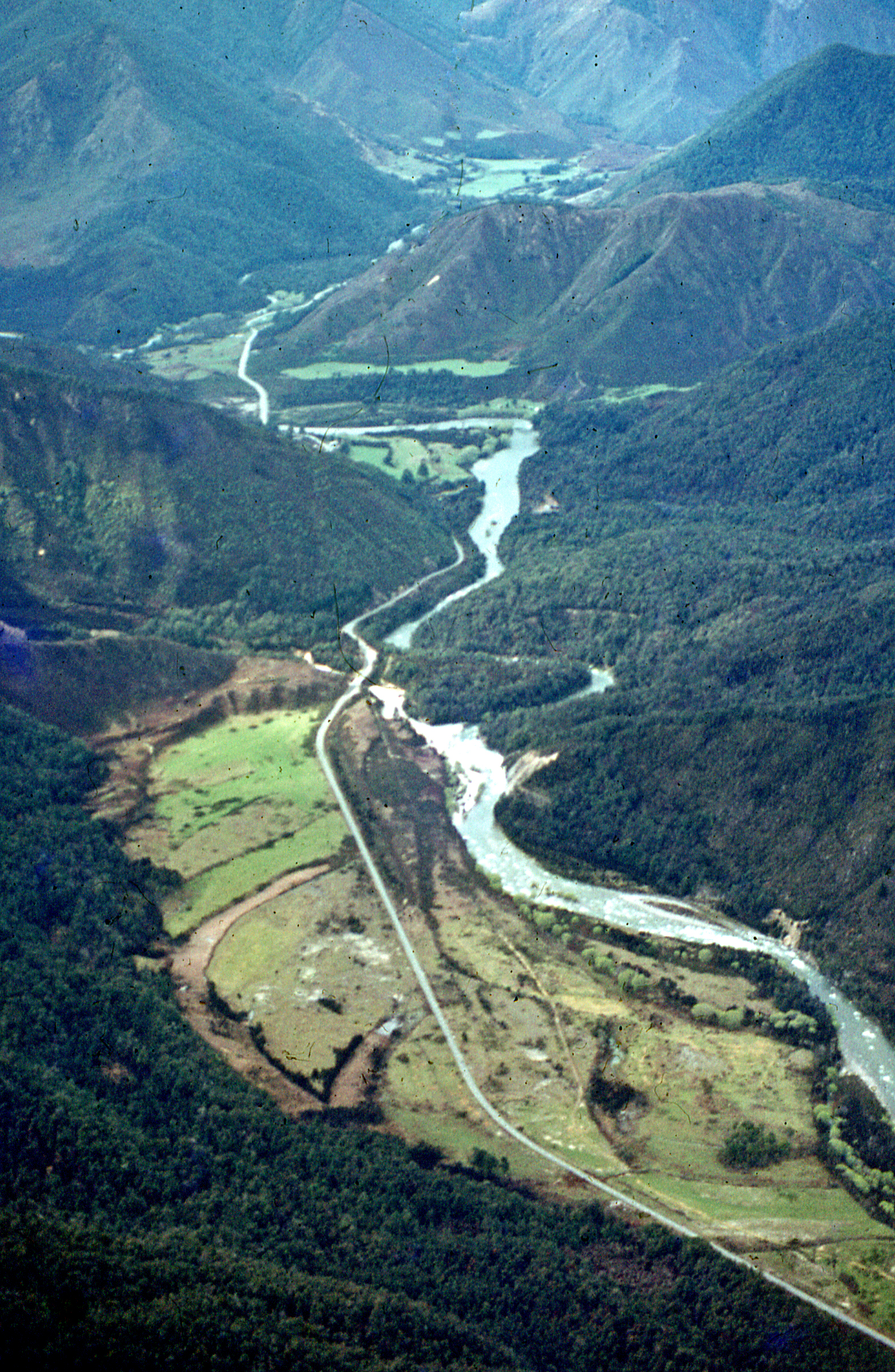
Près des établissements humains (villes, villages, zones d'activité…), les fonds de vallées sont souvent déboisées et accessibles par des routes longeant les cours d'eau. De telles zones sont exclues du périmètre des forêts intactes, avec une zone tampon de 1 km

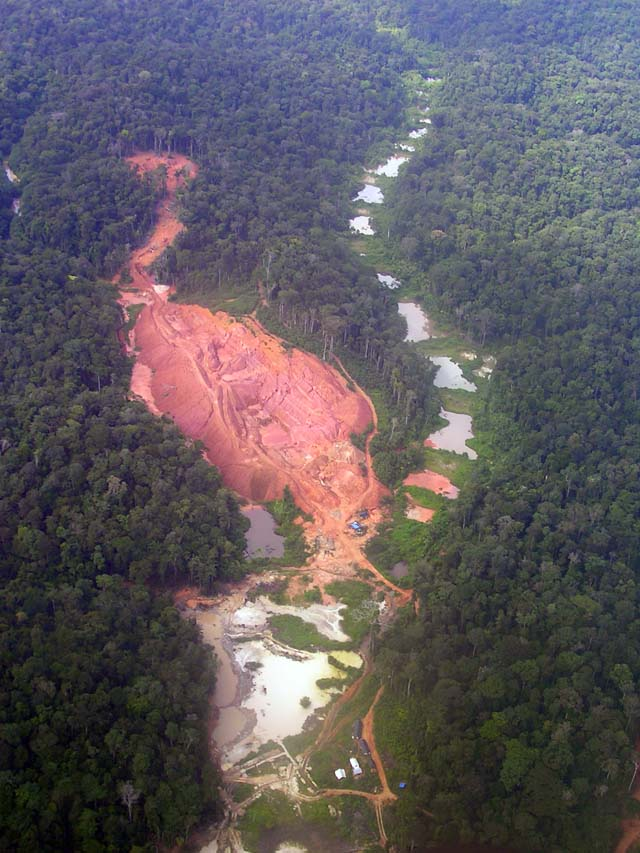
L'orpaillage (industriel ou artisanal, légal ou illégal) est l'une des sources de dégradation du milieu naturel, pris en compte lors du calcul des paysages forestiers intacts.

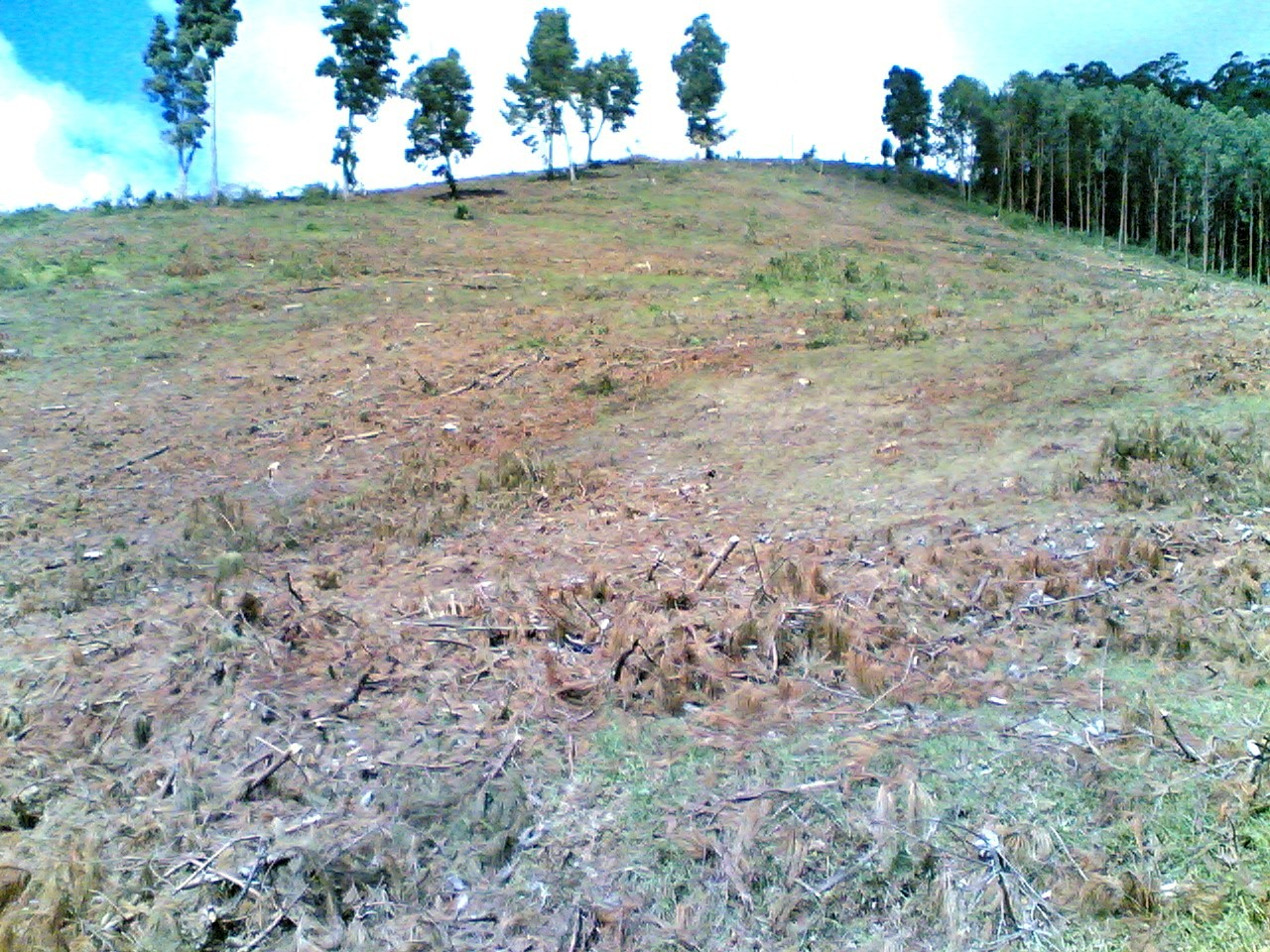
La déforestation pour changement d'affectation des sols ici vers l'agriculture, en Tanzanie) continue à morceler et détruire les derniers grands espaces forestiers, parfois pour la production d'agrocarburants, et souvent pour une production principalement exportée. Inversement, une agriculture itinérante extensive traditionnelle, marquant peu la forêt est compatible avec le statut de forêt intacte (au sens du PFI)

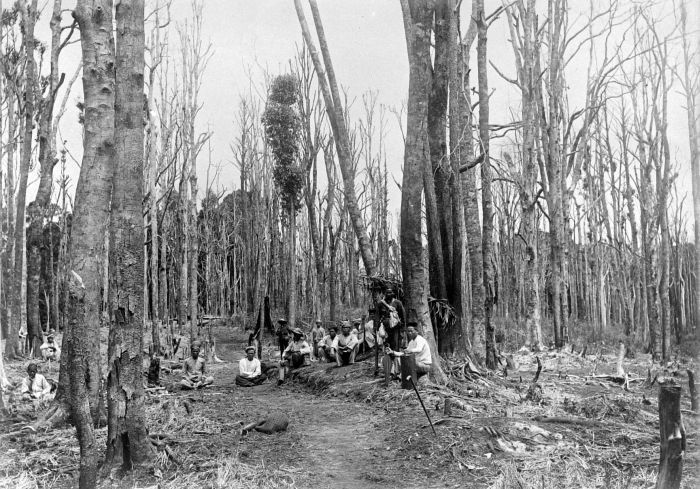
Il existait quelques formes d'agriculture traditionnelle itinérante pratiquant un essartage doux, conservant les grands arbres (le coût en travail de leur coupe dépasserait l'avantage de les conserver, pour leur ombrage notamment). Parcelle à Sumatra (Indonésie) au début du XXe siècle en système ladang: sous les grands arbres épargnés, le petit bois abattu est brûlé, dans la cendre tiède, on plante alors (au plantoir) les graines de plantes annuelles. Le ladang perdurait deux ans, puis une nouvelle parcelle était ouverte en forêt

Ils sont multiples et comprennent notamment les enjeux suivants (souvent interdépendants) :
- enjeux de biodiversité et de valeur patrimoniale ; La forêt, qui abrite une grande partie de la biodiversité des terres émergées présente des enjeux particuliers, notamment liés à son degré de naturalité ; Alors que la biodiversité s'effondre presque partout, seuls les « écopaysages forestiers intacts » peuvent durablement conserver leur biodiversité dans toutes ses composantes (grande faune notamment) ; Beaucoup de ces écopaysages se situent dans des « hot-spots de biodiversité » terrestres. Le développement durable voudrait que ce patrimoine soit légué aux générations futures.
- enjeux climatiques : Selon le groupe d'experts intergouvernemental sur l'évolution du climat (GIEC), la déforestation contribuait à la fin du XXe siècle à environ 20 % des émissions de gaz à effet de serre[7].
- enjeux pour l'eau : le cycle de l'eau est mieux assuré dans les forêts non fragmentées ; on a scientifiquement montré que l'association de coupes rases et de routes et pistes forestières augmente le débit maximum de crue des cours d'eau forestier (parfois presque jusqu'à le doubler en zone tempérée[8],[9], privant la forêt et la nappe d'une partie de son eau, asséchant et érodant le milieu, et causant des inondations et une dégradation des cours d'eau en aval et dans le bassin versant.
- enjeux de gouvernance et d'éthique environnementale : Dans le contexte de crise (climatique, socio-économique et de la biodiversité), le suivi (et donc la cartographie) de ces zones forestières intactes  est devenu un enjeu d'importance mondiale. 
Avant l'apparition de l'imagerie satellitale et aérienne, la réalisation de telles cartes était impossible. Elles sont maintenant accessibles, permettant à tous et chacun de prendre conscience de la mesure du problème, et le cas échéant de contribuer à la mise en œuvre de solutions, via des choix d'écocertification par exemple (ainsi, en forêt boréale, les cartes de PFI sont devenues une des conditions de certification de la « gestion forestière durable » pour l'écocertification Forest Stewardship Council (FSC)[3]). 
Ce concept permet plus largement de ne plus voir les restes de forêts primaires ou encore « intactes » que « comme une vaste ressource à exploiter, mais plutôt comme des restes précieux assurant à l‟écosystème des services qui sont essentiels pour rendre la terre habitable »[10].

## Limites et contraintes du concept de PFI
La carte des paysages forestiers intacts est un nouvel outil, qui complète les moyens disponibles d'évaluation environnementale quantitative et qualitative en permettant un suivi spatiotemporel plus complet et moins coûteux. Elle peut être utilisée pour des approches de type « État Pression Réponse ». Elle est enfin un bon outil de comparaison entre pays ou régions du monde.
Avec une précision actuellement de l'ordre du kilomètre, elle nécessite cependant un travail complémentaire de terrain pour une évaluation qualitative affinée. Il est toujours nécessaire de l’interpréter au regard de la valeur des forêts présentes et/ou perdues, en pondérant ou surpondérant cette valeur au regard du constexte d'écopotentialité locale et régionale. 
Pour mieux apprécier et hiérarchiser les enjeux locaux/globaux, il est utile de comparer la carte des PFI avec une carte de la végétation potentielle ou de l'écopotentialité, ou encore la cartographie des corridors (à large échelle) quand elle existe (car l'impact d'une coupure écopaysagère augmente (dans l'espace et dans le temps) si elle intersecte un corridor de migration (cas fréquent dans les vallées, cols, ou certains détroits qui sont des lieux de passages obligés pour de nombreux migrateurs volants ; oiseaux, papillons, chauve-souris…)).
Vue de satellite ou d'avion, une forêt (primaire ou secondaire) peut apparaitre physiquement « intègre », mais néanmoins subir les effets différés (dans l'espace et/ou dans le temps) d'une pollution relictuelle, diffuse et/ou invisible et discrète (radioactivité, perturbateurs endocriniens). C'est le cas notamment de certaines zones boisées touchées par :
- des séquelles minières (Cf. mines de charbons et de métaux toxiques ou radioactifs, phénomène de « drainage acide » et de pollution par résidus d'exploitation pétrolière, gazière, ou minière et de carrières, etc.) ;
- des séquelles industrielles (Cf. décharges enfouies, abandon de produits toxiques, séquelles d'accidents et retombées ou infiltration de polluants) ;
- des séquelles de l'orpaillage ou impacts d'orpaillage en cours ou de l'extraction aurifère (pollution par le mercure et/ou l'arsenic, y compris en zone tempérée d'Amérique du Nord à cause des suites de la ruée vers l'or nord américaine) ;
- des séquelles d'accidents nucléaires (Cf. zones touchées par les retombées de Tchernobyl, avec phénomènes de bioconcentration fréquents en forêt ;
- des séquelles de guerre ou d'exercices militaires (cf. munitions non explosées dont munitions anti-personnels, terrains minés, toxicité des munitions, braconnage et autres trafics liés à certaines guerres civiles ou conflits...).

Parfois, la source de pollution peut être située très en amont.

## Histoire du concept de PFI
Le concept d' « Intact Forest Landscape » (PFI) (et l'expression) ont été développés par le World Resources Institute, avec la participation d'ONG dont Greenpeace, le Centre russe de conservation de la biodiversité , l'Socio-Ecological Union , et Transparent World . 

Il vise à aider à créer, mettre en œuvre et évaluer des politiques concernant l'impact anthropique (c'est-à-dire des activités humaines) sur les paysages forestiers, tant aux niveaux régionaux que biogéographiques.
C'est une approche complémentaire de celle de l'empreinte écologique. Toutes deux peuvent intervenir dans l'analyse de la valeur des paysages, et donc dans les processus d'évaluation environnementale, d'écocertification ou de calcul de mesures conservatoires et/ou de mesures compensatoires, par exemple, dans le cas de la construction d'autoroutes ou de TGV en forêt.
Le paysage forestier intact est aussi utilisé pour le monitoring de l'environnement à long terme ; Il a été testé et retenu dans plusieurs projets régionaux ou mondiaux de veille sur les forêts tels que Intact-Forests.org, ainsi que par des travaux scientifiques (ex : Intact-Forests ) et de recherche en écologie forestière ,.
À partir des tendances qui se dessinent (en comparaison de l'écopotentialité ou de l'état-zéro correspondant à l'an 2000, c'est aussi une source d'indices pour la prospective.

## Définition
Les éléments de définition d'un « Paysage forestier intact » s'appuient à la fois sur les concept d'intégrité écopaysagère et de « bon état écologique » (notamment développé en Europe par la Directive cadre sur l'eau, ou encore de « forêt frontière » tel qu'utilisé par le World Resources Institute, ainsi que sur des concepts fréquemment utilisés dans les pays anglosaxons de naturalité (« Wilderness »), « High-Biodiversity Wilderness Areas », « Biodiversity Hotspots » et « High Conservation Value Forest ».

### Critères d'inclusion
Techniquement, un territoire boisé peut être classé « paysage forestier intact » (PFI), s'il répond conjointement aux conditions suivantes : 
- écosystèmes forestiers présentant une densité de couvert de plus de 20 % 
(avec possibles inclusions de systèmes non-forestiers naturels), physiquement et fonctionnellement peu influencés par les activités humaines ;
- superficie boisée sur au moins 500 km2 (soit 50000 hectares), d'un seul tenant 
(ce critère de « non-fragmentation » est très important, différenciant les PFI des zones forestières de haute valeur patrimoniale, ou FHVC "Haute Valeur de Conservation" (FHVC) ; « zones qui ont une importance sociale et/ou environnementale exceptionnelle » ; concept qui fait partie du cadre standard du FSC [17] en se référant à au moins l'un des attributs suivants : « (i) valeurs de biodiversité spécifiques (par exemple les espèces menacées) ; (ii) le rôle de la forêt dans un écosystème menacé ; (iii) leur importance économique, écologique ou culturelle pour les populations locales »[18]) ;
- largeur minimale de 10 km (mesuré comme le diamètre d'un cercle entièrement inscrit dans les limites du territoire)
(Cette condition garantit la présent d'un cœur de forêt suffisamment important pour que les espèces typiquement forestières y trouvent refuge). 
Cette notion diffère de celles de forêt primaire ou de forêt vierge, car incluant des milieux « secondaires » (mais uniquement si les processus naturels d'évolution de la forêt restent à l’œuvre et nettement dominants).

### Critères d'exclusions
Dans cette approche, tout paysage présentant des signes de certains types d'influence humaine est considérée comme artificialisée ou anthropiquement perturbée ; toute perturbation significative (visible de satellite notamment) fait exclure la zone concernée du périmètre d'un « paysage forestier intact ».
Les principaux indices d'anthropisation retenus comme facteur d'exclusion sont :
- les « Établissements humains » (villes, villages, usines, carrières, zones ou parcs d'activité.  avec une « zone tampon » d'un km autour de ceux-ci, correspondant à une zone de dérangement ou d'impacts collatéraux probables et significatifs) ;
- les infrastructures de transport utilisées comme accès à ces « établissements », ou pour le développement ou l'exploitation industriel des ressources naturelles, y compris les routes et chemins non-pavées accessibles aux véhicules (mais pas les sentiers), les voies ferrées, les voies navigables (y compris en bord de mer), les pipelines et les lignes à haute ou moyenne tension (sauf enterrées). Dans tous les cas, le cartographe exclut du PFI une zone-tampon d'un kilomètre de chaque côté de ces infrastructures linéaires ;
- les superficies consacrées à l'agriculture et à la production ou préparation de bois ou produits forestiers autres que le bois (charbon de bois, fruits…);
- le drainage ou le comblement de zones humides (beaucoup d'espèces forestières ont besoin de boire ou de pouvoir se rouler dans la boue pour se débarrasser de leurs parasites) ;
- les activités industrielles en cours ou ayant eu lieu durant les 30-70 dernières années, telles que l'exploration ou l'exploitation forestière, minière, pétrolière et gazière ou d'autres activités extractives (y compris exploitation/extraction de tourbe).

### Le cas particulier de zones très faiblement perturbées
Ce sont des zones présentant des signes de perturbation « faible » ou « ancienne » ; Il peut par exemple s'agir d'une ancienne carrière, n'ayant pas reçu de déchets polluants, et où le processus de régénération naturelle du (« cycle sylvogénétique »)  est en cours, et sans subir d'entraves, ou encore de forêts faisant l'objet d'un usage extensif par les communautés autochtones ; il peut même s'agir d'une zone à dominante herbacée, mais dont on sait qu'il s'agit d'un « stade pionnier » amené à naturellement évoluer vers les stades forestiers.

Ces zones sont assimilées à celles soumises au « bruit de fond » des perturbations naturelles (car l'effet de perturbation y diffère peu des différentes des perturbations écologiques naturelles en termes d'impacts) ; Les sources d'influence du bruit de fond comprennent des activités de culture itinérante, de pâturage extensif et diffus par des animaux domestiques, ainsi qu'une exploitation forestière et cynégétique (ou de pêche) de faible intensité, raisonnée et sélective.
Ces zones sont éligibles à l'inclusion dans un « paysage forestier intact ».

## Valeur de conservation
- Valeur patrimoniale générale : Les « forêts intactes » sont des lieux uniques et indispensables à la vie ou survie de très nombreuses espèces, ainsi qu'à un certain nombre de peuples autochtones vivant dans la forêt et de la forêt, et souhaitant pouvoir conserver ce mode de vie ; 
Bien que la forêt soit souvent présentée comme un « bien commun » à exploiter sans excès (de manière durable et soutenable), et à conserver et léguer en bon état pour les générations futures ; sur toute la planète (et depuis plus longtemps en zone tempérée) la plupart des forêts dites « originelles » (ou « primaires », « forêt intactes ») ont disparu (détruites par l'érosion après coupes et brûlis comme à Madagascar, ou plus souvent converties en herbages, en cultures, arboricultures ou surfaces construites, ou plus ou moins fortement modifiées par la fragmentation par les routes, l'exploitation forestière, la sylviculture et la gestion forestière ; 
Comme le montrent les images satellites, aériennes et de nombreuses études scientifiques, les forêts qui combinent toujours une grande taille (forêts non fragmentées) avec une influence humaine insignifiante sont de plus en plus rares. 
Ainsi, au fur et à mesure que le temps passe la « valeur patrimoniale relative » des PFI augmente ; mais alors que leur surface moyenne, et donc certaines de leurs qualités en termes de services écosystémiques continue à se rétrécir partout dans le monde (y compris dans certaines aires récemment inaccessibles ou théoriquement protégées par la loi (braconnage, exploitation illégale du bois, orpaillage illégal…), avec consécutivement des pertes irréversibles d'espèces qui n'ont pas encore été stoppées malgré les engagements des « sommets de la terre » successifs.
- Valeur fonctionnelle et de service.  Les grandes zones de forêts naturelles (ou à haute naturalité) sont importantes pour le maintien de grands processus écologiques, nécessaires à la fourniture de certains  services rendus par la nature comme la fourniture durable d'air pur, d'eau potable, de puits de carbone (en particulier séquestration du carbone dans les sols, l'entretien des cycles biogéochimiques et des nutriments, une moindre érosion des sols, un effet tampon sur l'eau (moins d'inondations et moins de sécheresses par une meilleure infiltration), etc. 
En général, moins les écosystèmes sont exposés aux impacts du développement économique (notamment tel qu'il s'est développé depuis la révolution industrielle, avec une fréquente surexploitation des ressources naturelles). Et, plus les régions épargnées par cette anthropisation sont vastes, mieux ces écosystèmes sont capables de s' auto-entretenir, c'est-à-dire de spontanément soutenir leur diversité biologique naturelle et les processus écologiques associés : Dans ces deux cas, leur « résilience écologique » est également plus élevée : c'est-à-dire qu'ils sont également mieux en mesure d'absorber certains chocs (robustesse) et de se remettre de perturbations (résilience).
- Valeur d'« arche de Noé ». La fragmentation et la perte/destruction des habitats naturels sont devenues les principaux facteurs menaçant les espèces végétales et animales de forte régression, d'appauvrissement de leur diversité génétique, puis d'extinction. Cette perte d'habitat naturel peut par exemple provenir de l'introduction de monocultures en forêt, du développement de routes forestières, de pistes et layons d'exploitation, d'une gestion en futaies équiennes[19], ou encore (plus rarement) de cultures cynégétiques, aménagements de barrages hydroélectriques ou réservoirs d'eau, etc. ou encore d'usages illégaux (ex : orpaillage illégal). Toutes ces activités sont destructrice de biodiversité, notamment dans les forêts naturellement pauvres en essence d'arbre (en zone aride ou en zone boréale[20]) ; plus ou moins selon les contextes, leur étendue, leur intensité et leur durée, autant de facteurs que l'IFR permet de suivre. L'artificialisation peut induire une modification lente et discrète de l'abondance, de la répartition et par là la qualité fonctionnelle des assemblages d'espèces de faune, flore, fonge et microbes. Elle favorise aussi l'épanouissement d'espèces invasives.
Le maintien de la biodiversité forestière dépend en grande partie de la conservation d'échantillons « intacts », en surface et nombre suffisants, et représentatifs de tous les types paysages forestiers intacts (le mot paysage étant ici aussi à prendre au sens de l'écologie du paysage). 
Les grands animaux itinérants (dont éléphants de forêt, rhinocéros forestiers, grands singes, ours, lynx, loups, tigres, panthères, jaguars, aigles forestiers, cerfs, et de nombreux autres animaux typiquement ou exclusivement forestiers) ne peuvent survivre et assurer leurs « fonctions écosystémiques » de « régulateur » par la prédation ou diffuseurs de graines notamment que dans un réseau assez vaste de paysages forestiers intacts où leurs habitats seront durablement préservés. La carte mondiale montre notamment l'importance de la forêt boréale canadienne de ce point de vue (alors que de nouveaux projets d'exploitation profonde de pétrole, gaz de schiste ou huile de schiste sont à l'étude ou en cours de développement).
- valeur sanitaire et de sécurité : Elle concerne la sécurité et la résilience face aux dérèglements climatiques, mais aussi la santé humaine. En effet, des pathologies émergentes des plantes, de la faune, dont zoonoses affectant également l'Homme (ex virus Ebola, Maladie de Lyme...) sont attendues plus nombreuses, là où l'homme pénètre les forêts primaires, les fragmente ou en dégrade de fonctionnement (équilibres prédateurs-proies notamment). Ces données doivent être suivies sur le terrain, mais le monitoring des PFI peut orienter et alerter les responsables de la veille internationale (FAO, OIE, autorités sanitaires nationales...).
- Valeur de corridors biologiques. À terme, préserver des "taches" de forêt intacte n'empêche pas les risques de consanguinité et dérives génétiques. Les espèces de « cœurs de forêt » ont également besoins de continuums écologiques leur permettant de continuer à se déplacer ou de pouvoir à nouveau le faire, via des écoducs éventuellement.

La valeur de conservation des paysages forestiers encore libres de toute perturbation humaine, ou redevenus plus "naturels" est donc élevée, et pourrait continuer à croître, tout en prenant également une importance sociale, sociétale et géopolitique, avec d'importantes variations selon les régions du monde. Les grandes ONG environnementales souhaitent l'établissement rapide d'un réseau cohérent d'aires protégés rassemblant des échantillons viables de PFI ou de forêts à restaurer représentatifs de toutes les Régions forestières de la planète.

## Résultats de l'évaluation mondiale
Les travaux utilisant le suivi des « paysages forestiers intacts » ont notamment permis de montrer que :
- Surfaces de forêt et proportion classées en PFI : Il restait au début du XXIe siècle environ 55,9 millions de km2 (37,3 % des terres émergées) 
Seuls 13,1 millions de km2 (soit moins d'un quart de la forêt, 23,5 % précisément) étaient encore des PFI, inégalement répartis dans le monde[21]. 
30,8 pour cent des « forêts denses » du monde sont encore intactes (au sens du PFI)[21].
- Nature des PFI : En général, les PFI sont des forêts denses (64,5 % du total des PFI), le reste est constitué de forêts ouvertes et terres boisées (pour 20,5 %), et d'écosystèmes non forestiers (zones humides, toundra…) pour 15,0 %[21].
- Biomes concernés : La quasi-totalité des PFI n'occupe que deux biomes :  forêts tropicales humides et forêts boréales ; C'est la forêt tempérée décidue intacte qui est devenu le biome le plus rare[21]. 49 % des forêts intactes qui subsistent sont en zone tropicale d'Amérique latine, d'Afrique, d'Asie et du Pacifique, et presque toujours en cours de dégradation.
- Pays concernés : Des PFI ne sont présents que dans moins de la moitié des pays occupant la zone forestière résiduelle (66 des 149 pays exactement).
- quelques pays concentrent la majeure partie des PFI du monde (13 pays contiennent 90 % de la superficie totale PFI, dont trois (Canada, Russie et Brésil) concentrent à eux seuls 63,8 % de tous les PFI de la planète[21]. Dans les zones originellement enforestées, 82 pays sur 148 ont perdu la totalité de leurs paysages forestiers intacts ; la France métropolitaine en fait partie. La forêt guyanaise est encore pour une grande part intacte, mais récemment nouvellement fragmentée par la RN2, et dégradée par l'orpaillage illégal ou légal  (voir Orpaillage en Guyane) dans une partie significative de ses bassins versants (moins toutefois que le Surinam voisin)[22].
- Protection des PFI : Ils sont mal protégés (moins de 19 % de la surface totale en PFI est dotée d'une certaine forme de protection. Seul 9,7 % du total est strictement protégé par une règlementation répondant aux catégories I à III d'aires protégées de l'UICN[21]. Le taux d'aires protégés dans les PFI varie considérablement selon les pays et les biomes. La proportion d'aires protégées dans les PFI est plus grande en forêt tempérée qu'en forêt boréale (où moins de 4,4 % de la superficie des PFI sont strictement protégés[21]. Par continent et en termes de proportion d'aires protégées dans les PFI, c'est en Asie que la protection est la plus faible (en Chine, au Cambodge, Laos et Viêt Nam, très peu de PFI sont protégées)[21].

## Aspects coûts/bénéfices
Le coût de la conservation de telles zones (inhabitées, sans infrastructures et de grande taille) est souvent faible (coûts éventuels de surveillance). 

Les mêmes facteurs qui ont empêché le développement d'activités humaines (accès difficile, éloignement, faible valeur économique des sols ou produits, coûts élevés d'exploitation et/ou de construction et entretien des réseaux routiers ou ferrés, conditions de vie difficiles liées au froid, à l'humidité et aux moustiques ou à la chaleurs, sols sensibles à l'érosion, etc.) contribuent également à réduire le coût de leur protection, y compris dans les régions industriellement développée, dont en Europe (nord de la Russie par exemple).

## Liens avec la bioindication
Dans le domaine des « Paysages forestiers intacts », la bioindication peut être mobilisée de deux manières : 
1. le taux de forêt intacte est un indicateur d'intérêt biologique ; Il est utilisable à l'échelle de régions, de pays et du monde. Il est toujours à pondérer ou surpondérer relativement à l'écopotentialité de la zone étudiée en termes de forêt ;
2. la bioindication peut aussi être utilisée aux échelles locales pour affiner un diagnostic de naturalité et de « bon état » du milieu forestier et des sous-milieux associés (zones humides, tourbières, clairières/chablis, etc.).  En effet, de nombreuses espèces sauvages vivent sous la canopée. Elles dépendent de l'existence d'une « mosaïque » de strates forestières (de la strate herbacée aux grands arbres en passant par les buissons). Ces espèces dépendent donc de la variété des âges, des diamètres et hauteurs des arbres (3 paramètres qui sont lissés dans les cas de gestion par coupes rases et plantations équiennes ; 
C'est par exemple le cas du dindon sauvage en Amérique du Nord ou du grand tétras en Europe[24],[25],[26]. 
Certains insectes saproxylophages (notamment ceux liés aux gros bois morts) sont également considérées comme bioindicateurs de l'état des forêts (en tant que reflétant le degré de complétude du cycle forestier) ; des milliers d'espèces dépendent du bois mort et notamment des « gros bois morts ». Les gros bois morts sont rares ou totalement absents d'une partie de plus en plus importantes des forêts, surtout dans celles prioritairement gérées pour la production « dynamique » de bois. 
Les forêts intactes sont également généralement plus riches en champignons et en lichens (et autres épiphytes), dont certains sont déjà utilisés comme bioindicateur ou biointégrateurs. 
Enfin, des approches « métagénomiques », récemment mises au point, et dont les coûts ont beaucoup baissé, permettront sans doute d'évaluer plus finement la diversité génétique et spécifique des microbes et micro-organismes des sols forestiers.

## Initiatives de cartographie des surfaces de forêts intactes, et utilisations
Le PFI est un indice de naturalité qui, depuis le milieu des années 1990, a été mis au service de plusieurs initiatives internationales visant à :
- mieux connaitre et protéger la biodiversité des forêts (dans le cadre notamment de la CBD et de la déclaration sur la forêt du sommet de la Terre 1992 (Rio, juin 1992) ;
- réduire les émissions de carbone provenant de la déforestation et de la dégradation des forêts (IGBP, Reducing Emissions from Deforestation and Forest Degradation (REDD, REDD+ [27]) ;
- stimuler la mise en place ou la poursuit de pratiques de gestion durable des forêts (le cas échéant écocertifiées par exemple par le FSC qui attache une grande importance au maintien d'une certaine naturalité dans les forêts exploitées ou gérées à d'autres fins) ;
- préservation d'échantillons représentatifs de zones de forêts naturelles ;
- cartographier la qualité des forêts, ou le bon état des milieux, via dans ce cas la cartographie de l'étendue restante de grandes forêts naturelles ou primaires. Au niveau mondial, ont ainsi été réalisées une carte évaluant les régions sauvages encore existantes dans le monde (pour des surfaces égales ou supérieures à 400 000 hectares), par McCloskey et Spalding (1989)[28], une cartographie mettant en relation l'empreinte écologique des activités et établissements humains, et les derniers espaces sauvages, par Sanderson et al (en 2002)[29], ainsi qu'une carte des forêts-frontières ou frontalières, par Bryant et al. [16]. 
L'inventaire forestier est difficile à réaliser et mettre à jour en zone tropicale, en particulier dans les régions reculées ou politiquement instables (en RDC par exemple). L'imagerie satellitale permet alors une première approche ; La FAO a ainsi proposé à la RDC « un modèle de stratification plus approfondi, pour lequel le mécanisme UNREDD MRV propose le critère du Paysage Forestier Intact (PFI).6 Ce PFI peut également servir de base pour répartir la terre en terre ”gérée” et ”non gérée” et en terre forestière exploitée et inexploitée »[30].

## Cartes disponibles
Les premiers travaux de ce type combinaient des cartes préexistantes et des informations récentes sur les zones où l'impact humain est encore faible à une échelle encore grossière (souvent supérieure ou égale au 1:16 millionièmes). Les cartographies reprenant l'indice PFI en diffèrent par une définition plus précise (facilitant les comparaison entre régions du monde) et des données environnementales fournies par les satellites, en plus d'autres sources, avec des résultats produits à une échelle beaucoup plus fine (environ 1 millionième, soit une précision de l'ordre du kilomètre sur la carte).
La toute première carte de PFI a été publiée en 2001 par Greenpeace-Russie  dans le cadre d'une évaluation de la couverture forestière de la partie nord de la Russie européenne, accompagnée d'un rapport incluant la description complète du concept et de la méthode  de PFI  et des algorithmes utilisés.
Puis, dans le cadre d'une initiative du « World Resources Institute » , et sur la base de méthodes similaires, plusieurs cartes régionales de PFI ont été faites et présentés dans les années 2002-2006, par des groupes de scientifiques et d'ONG environnementales.
Une carte mondiale a été préparée en 2005 et 2006, à l'initiative de Greenpeace, et avec des contributions de partenaires tels que Le centre (russe) de conservation de la biodiversité , l'ONG Socio-ecological Union Portail international de l'ONG Socio-ecological Union, l'ONG Transparent World, la , Forest Watch Indonesia , et Global Forest Watch , un réseau initié par le World Resources Institute,.
La carte mondiale PFI repose actuellement sur les images satellite à haute résolution spatiale disponibles pour le public (GLCF et USGS  et sur un ensemble simple et cohérent de critères (Cf. définition plus haut).

## Exemples de mise en pratique du concept de PFI
L'approche par les PFI permet de produire, mettre en œuvre et suivre les politiques (publiques ou privées) de gestion et protection des ressources naturelles forestières. C'est un outil particulièrement utile dans les domaines de la gestion durable des forêts, de la conservation et du climat, comme le montrent les exemples suivants :
- évaluation et suivi de la dégradation des forêts ; y compris en tant que stock et puits de carbone
La distinction entre les paysages forestiers intacts et non intacts peut être utilisé pour tenir compte des pertes de carbone de la dégradation des forêts, tel que proposé par Mollicone et al.[41]. La carte mondiale des PFI[1] fournit une base géographiquement explicite, avec plusieurs avantages :
  - le PFI fournit un aperçu cohérent, de niveau mondial et relativement détaillé de l'intégrité écologique des biomes forestiers ; avec un « état-zéro » pour la planète au début du nouveau millénaire (correspondant approximativement à l'an 2000) ;
  - La méthode de cartographie est facilement adaptable et intégrable dans les processus de surveillance utilisant l'imagerie satellitale de haute résolution spatiale ; on a ainsi récemment pu localiser et quantifier les zones de dégradation récente de l'intégrité écologique de forêts qui étaient encore intactes en 2000. 
À titre d'exemple, au nord de l'Europe de l'Est, en 7 ans (de 2000-2007), la comparaison temporelle de différentes cartes de PFI a montré une perte de 4 200 km2 de surface intacte (soit 1,4 % de la surface initiale PFI) en 7 ans (de 2000-2007)[2] ; par transformation directe et par fragmentation, presque toujours par et pour l'exploitation forestière et/ou en raison de la construction associée d'infrastructures de transport[2]. Dans cette région du monde, et durant cette période (2000-2007), la majorité des exploitations se sont faites sous la forme de coupes à blanc sur des superficies atteignant parfois 50 ha en une seule coupe[2]. Le satellite met en évidence ou confirme que la fragmentation des forêts par les routes et par des perturbations nouvelles est la première cause de dégradation, bien avant la conversion du milieu[2]. Il montre aussi que les coupes d'éclaircies et d'autres formes de coupe sélective étaient rares[2]. Enfin, les feux de forêt apparaissent être une menace croissante dans cette région, qui pourrait s'aggraver avec l'artificialisation, le drainage des tourbières et le réchauffement climatique ; De 2000 à 2007, la majorité des incendies de forêt ont été concentrés dans la partie nord-est de la zone d'étude, le plus souvent près d'infrastructure d'extraction d'hydrocarbures[2]. 
Des observations similaires ont été faites en Afrique centrale pour 6 pays du Bassin du Congo (République du Congo, République démocratique du Congo, Cameroun, Gabon, Guinée équatoriale et République centrafricaine)[2] représentant 8 % environ des « forêts intactes » mondiales. Dans cette partie du monde, 10 ans de suivi des PFI ont montré une perte de 52 261 km2 de forêt intacte (soit 5,5 % de la surface initiale de l'an 2000). En termes de surface, 80 % des pertes ont eu lieu dans trois pays (République du Congo, Gabon et République démocratique du Congo). Rapporté aux pays, la perte a varié de 14,9 % en 10 ans au Cameroun à - 1,9 % en 10 ans en République démocratique du Congo où 10 ans de guerre civile ont freiné le secteur forestier, cependant si ce pays a perdu proportionnellement moins de PFI que les autres pays, en nombre d'hectares, les pertes restent significatives (ce pays abritait la moitié des forêts intactes qui subsistaient dans cette région). C'est au Cameroun, en République du Congo et au Gabon que l'exploitation forestière a été la plus intensive, mais le taux de dégradation des PFI, s'il a été très élevé pour la décennie, a néanmoins diminué de près de deux fois dans la seconde moitié de la décennie. Des variations rapides, dans un sens ou l'autre ont aussi été constatées en Guinée équatoriale (dégradation des PFI a été 4-5 fois moins rapide en 2005-2010 (que durant les 5 années précédentes (2000-2005), en lien avec la réorientation des priorités industrielles, du bois vers le pétrole. Inversement, en République centrafricaine, la perte de PFI en 2000-2005 n'était « que » de 2,4 % (comparée à 12,4 %, soit cinq fois plus en 2005-2010). En Afrique tropicale, comme dans le nord de l'Europe, l'exploitation forestière industrielle est une cause importante de destruction de PFI, mais l'expansion de l'agriculture s'y ajoute, presque toujours à partir des voies de transport qui avaient déjà conduit à fragmenter la forêt et dégrader les PFI. 
Il en va de même en Asie du Sud-Est [2]. Ces 10 ans, l'Indonésie et la Papouasie-Nouvelle-Guinée qui sont des hots-spot de biodiversité ont perdu 10,4 % des PFI existantes en 2000 (avec une accélération du phénomène de 2005 à 2010. Les changements se sont faits à 67 % en Indonésie. Le changement par le pays dans la région de PFI varie de 11,4 % en Papouasie-Nouvelle-Guinée à 10,0 % en Indonésie pendant 10 ans. Il doit être remarqué les tendances du changement PFI sont différents dans ce pays. En Indonésie la dégradation PFI augmenté depuis 2005, tandis que la Papouasie-Nouvelle-Guinée, le taux de dégradation PFI a diminué. Les principales menaces à l'Indonésie et la Papouasie-Nouvelle-Guinée PFI sont l'exploitation forestière industrielle et illégale, et l'huile de palme et de pâte et papier d'expansion des plantations.
  - Sa haute précision et son échelle relativement fine en font une référence significative pour l'évaluation des perturbations à moyenne voire petite échelle pouvant être détectés par des données obtenues par télédétection (dont certaines activités de déforestation ou orpaillage illégales). Il est probable que la précision et le rythme de mise à jour des images satellites (éventuellement complétées d'analyses d'images aériennes plus précises) s'amélioreront encore, permettant notamment d'encore préciser les contours et surfaces des PFI.
- L'approche par le PFI aide à mieux formuler et contextualiser les stratégies de conservation de la nature  ; 
C'est un des outils robustes et rentables d'appui à la restauration, gestion et protection, ainsi qu'à l'évaluation de la biodiversité forestière. Il est particulièrement approprié aux questions de restauration et maintien de l' intégrité écologique des forêts. C'est pourquoi, ses promoteurs le proposent comme composante importante d'une stratégie globale de conservation, notamment à la suite du constat que la taille d'un massif et les difficultés d'accès au cœur de forêt (liées à l'éloignement des réseaux de transport) sont les deux facteurs qui actuellement offrent la meilleure garantie de d'une intégrité pérenne. La mise en réserve (ou simplement hors de production) d'autres zones de forêt intacte et d'accès difficile se ferait ainsi avec une perte économique faible, voire négligeable. 
Des ONG environnementales russes ont ainsi utilisé des cartes de PFI pour faire valoir que le plus vaste et plus précieux des paysages naturels intacts subsistant au nord de l'Europe de l'Est et de l'Extrême-Orient pourrait être rentablement préservés, proposant sur cette base la création de nouveaux parcs nationaux : Kutsa et Hibiny (dans la région de Mourmansk), Kalevalsky (en république de Carélie) et Onezhskoye Pomorye (région d'Arkhangelsk). 
La connaissance des PFI aide à hiérarchiser les projets de restauration de forêts disparues ou dégradées, dont dans le cadre du « Défi de Bonn » (défi qui vise la restauration de 150 millions d'hectares de forêts ayant été déboisées ou dégradées, d'ici 2020, avec possibilité d'inclure un sylvopastoralisme extensif et l'agroforesterie) [42]. Selon une évaluation cartographiée encore à affiner, « plus de 2 milliards d’hectares dans le monde offrent des opportunités de restauration forestière. La plupart se trouvent dans les zones tropicales et tempérées. Un milliard et demi d’hectares sont davantage adaptés à une  restauration par mosaïques, et 500 autres millions à une restauration à grande échelle de forêts fermées » ; L. Laestadius & al. rappellent avec la FAO qu' « il ne s’agit pas d’un retour à une vision passée de l’utilisation des terres mais de s’assurer que les générations présentes et futures pourront bénéficier des principaux biens et services écosystémiques, et seront effectivement en mesure d’affronter les incertitudes liées aux changements climatiques, économiques et sociaux »[42].
- La gestion durable des forêts peut être étayé par des cartes de PFI. : 
Plusieurs pays de la zone boréale utilisent ainsi le concept de PFI dans le contexte de la certification forestière FSC (Dans cette zone, les cartes de PFI sont par exemple devenu une des conditions de certification de la « gestion forestière durable » pour l'écocertification Forest Stewardship Council (FSC)[3]). 
Ailleurs, l'une des catégories de haute valeur de conservation (« High Conservation Value Forest ») du FSC[43] a des points communs avec le PFI. 
La formulation (« - globally, nationally, or regionally significant forest landscapes, un-fragmented by permanent infrastructure and of a size to maintain viable populations of most species - » (- paysages forestiers étant au niveau mondial, national ou régional, importants et non-fragmentées par des infrastructures permanentes, et d'une taille suffisante pour maintenir des populations viables de la plupart des espèces)) utilisée dans les normes nationales canadiennes et russes du FSC peuvent trouver réponse dans les cartes PFI (affinées aux échelles locales le cas échéant). 
Les PFI sont d'ailleurs directement mentionné (parmi d'autres catégories de la conservation des forêts de haute-valeur patrimoniale) dans le standard 2006 du Controlled Wood Forest Stewardship Council du FSC (encadrant l'évaluation des sociétés de la filière bois certifiées FSC [44]. C'est un outil utile pour la cartographie des grands corridors biologiques forestiers. 
C'est également une ressource citée par le SFI (Sustainable Forestry Initiative)[45] qui utilise aussi le concept d' « étendues sauvages à forte biodiversité » défini comme : « Les plus grandes étendues résiduelles de forêt tropicale intacte à plus de 75 % (...)par une richesse biologique extraordinaire, dont des concentrations exceptionnelles d'espèces à l’état endémique. Elles sont considérées extrêmement importantes pour la régulation du climat, la protection des bassins versants et la préservation des modes de vie autochtones traditionnels »[46].
- Le commerce éthique du bois, comme le marché du carbone ont besoin de preuves du respect ou de la restauration de forêts intègres. L'image satellite, analysée et transcrite en cartes de PFI peut y contribuer, au moins à grande échelle, facilitant les vérifications in situ le cas échéant ; 
La traçabilité des bois et produits issus du bois et de la forêt est aussi devenu un enjeu mondial, tant pour la biodiversité et le climat que pour le commerce éthique et l'économie verte (qui ne doit pas surexploiter les ressources et intégrer le pilier environnemental du développement soutenable), ainsi que pour la veille sanitaire
Plusieurs grands détaillants de produits issus de la forêt se sont engagés à ne plus vendre ou utiliser de bois preovenant de PFIs, sauf dans les cas où des garanties de préservation de leur valeur de forêt intacte existent, dont par exemple IKEA[47] et Lowe’s[48] ou à investir uniquement dans des sociétés qui respectent ces valeurs, par exemple, la Bank of America[49]. Pour mettre en œuvre ces politiques, ces entreprises utilisent les cartes de régionales de PFI.
- Gouvernance : Sous l'égide de la Commission des forêts d’Afrique centrale (COMIFAC), en 2010, un atelier international a porté sur le thème « Gouvernance forestière et standards pour une gestion durable », et en particulier sur les notions de haute valeur patrimoniale, et de Paysages de Forêts Intactes (PFI)[18], en lien avec REDD+ et les dispositifs de paiement des services environnementaux (PSE) publics et/ou privés.
- De la même manière qu'il existe des « forêts-modèles » au Canada, où l'on peut scientifiquement étudier l'influence de divers modes de gestion, les PFI (quand elles ont subsisté) sont des « références » utiles pour les sylviculteurs voulant mettre en pratique une gestion dite « proche de la nature » comme le propose par exemple Prosilva[50].

### Bases de données ou données associées
- World Database on Protected Areas: WDPA, 2007. UNEP-WCMC and IUCN World Commission on Protected Areas - December 2007. www.wdpa.org
- Terrestrial Ecoregions of the World : Olson et al., 2001. Terrestrial ecoregions of the World: A new map of life on Earth. BioScience 51(10): 1-6.
- Vegetation Continuous Fields MODIS 500 m product : Hansen et al., 2003. Global percent tree cover at a spatial resolution of 500 meters: First results of the MODIS vegetation continuous fields algorithm. Earth Interactions 7:1-15.
- Monitoring data / Mise à jour, 2012-12-20
- Potapov P., Yaroshenko A., Turubanova S., Dubinin M., Laestadius L., Thies C., Aksenov D., Egorov A., Yesipova Y., Glushkov I., Karpachevskiy M., Kostikova A., Manisha A., Tsybikova E., Zhuravleva I. 2008. Mapping the World's Intact Forest Landscapes by Remote Sensing. Ecology and Society, 13 (2) Accès Base de données